# Taraxacum aphanochroum
Taraxacum aphanochroum (лат.) — вид цветковых растений рода Одуванчик (Taraxacum) семейства Астровые (Asteraceae). Впервые описан группой ботаников во главе с А. Хагендейком в 1970 году.

## Распространение и среда обитания
Эндемик Нидерландов, известный исключительно из заповедника Мейендал (община Вассенар) на западе страны.
Произрастает среди других трав.

## Ботаническое описание
Растение высотой 5—18 см с прямостоячим, покрытым чешуйками стеблем.
Листья почти гладкие, зубчатые, светло-зелёного цвета со светло-фиолетовыми черешками.
Соцветие-корзинка до 3 см диаметром, несёт цветки ярко-жёлтого цвета.
Плод красно-коричневый с придатком-паппусом белого цвета.
Цветёт весной.
Близок виду Taraxacum commixtum.

## Природоохранная ситуация
Экземпляры растения были собраны в 1939 и 1949 годах. Мейендал является рекреационным районом, и с тех пор влияние человека могло негативно сказаться на популяции Taraxacum aphanochroum, вплоть до существенного её сокращения или полного исчезновения вида.